# Ильбесхаймский мир
Ильбесхаймский мирный договор между Австрией и Баварией был подписан 7 ноября 1704 года, через три месяца после битвы при Бленхейме. Вывел Баварию из участия в войне за испанское наследство. По условиям договора курфюршество по существу находилась под военной оккупацией Австрии и Пфальца и оставалась таковой до Баденского договора 1714 года.. Местом подписания договора был Ильбесхайм (без буквы «р»), недалеко от Ландау-ин-дер-Пфальц в Пфальце. Иногда его ошибочно пишут как «Ильберсхайм».